# Ekoua
Pour plus de détails, voir Fiche technique et Distribution.
Ekoua est un film d'animation de science-fiction ivoirien produit par le studio Afrikatoon en 2021. Il s'agit d'un long-métrage animé en images de synthèse qui se déroule dans une Afrique futuriste cyberpunk.

## Résumé
L'intrigue se déroule en 2088. Dans une Afrique futuriste, plusieurs pays sont dirigés par une classe de cyber criminels sans scrupule appelés « les Brouteurs ». Ekoua, une jeune femme âgée de 19 ans, habite à Koba. Elle se trouve mêlée aux affaires des Brouteurs et va devoir lutter contre eux afin de sauver la vie d'un enfant.

## Fiche technique
- Titre : Ekoua
- Réalisation : Abel N'guessan Kouamé
- Scénario : Abel N'guessan Kouamé
- Studio de production : Afrikatoon
- Date de sortie : Côte d'Ivoire : 8 mai 2021[1]

## Conception du film
Ekoua est le cinquième long-métrage d'animation du studio Afrikatoon.

## Récompenses
Ekoua remporte plusieurs prix dans des festivals de cinéma internationaux. Il remporte le prix du Meilleur film indépendant aux Vegas Movie Awards.
En juillet 2020, lors du South Film and Arts Academy Festival (SFAAF) au Chili, Ekoua remporte plusieurs prix : Meilleur long-métrage d'animation, Prix spécial du long métrage du mois, Meilleur réalisateur de film, Meilleur scénario de film et Meilleure bande originale.